# إينمركر
إينمركر حسب قائمة الملوك السومريين هو من بنى مدينة أوروك في سومر بعد أن دمرها الطوفان، ويرد بقصته بأنه حكم لمدة 420 سنة وكتابات أخرى تورد أنه حكم لمدة 900 سنة، حكم في حوالي 2600 ق م وخلفه ابنه لوغال باندا.
وتقول الكتابات أن إينمركر أخذ الملوكية من أبيه ميشكي أنغشير الذي كان في مدينة أي أنا التي يعتقد أنها لكش بسبب تواجد معبد باسم والده ميشكي أنغشير في تلك المدينة.
ذُكر إينمركر في قليل من المسلات السومرية منها مسلة إينمركر و حاكم أراتا وتُروى قصته مع ملك لمنطقة أراتا مجهولة الموقع حتى الآن، يرد فيها أن إينمركر بنى معبدا في مدينة إريدو.